# Brigada 1 Infanterie (1918-1920)
Brigada 1 Infanterie a fost o unitate de infanterie din Armata României, care a participat la acțiunile militare postbelice din perioada 1918-1920, ca parte a grupului de manevră condus de generalul Traian Moșoiu. Brigada era compusă din Regimentul 17 Infanterie și Regimentul 18 Infanterie. Aceasta a acționat în cadrul Diviziei 1 Infanterie, în frunte cu generalul de brigadă Mihai Obogeanu.

## Compunerea de luptă
În timpul operațiunilor militare, brigada era compusă din:
- Regimentul 17 Infanterie, locotenent colonel N. Aleman
  - Batalion I, maior Șt. Marinescu
  - Batalion II, maior A. Strebăianu
  - Batalion III, maior Al. Tapu
- Regimentul 18 Infanterie, locotenent V. Stănescu
  - Batalion I, maior D. Haralambescu
  - Batalion II, maior Petre Zamfir
  - Batalion III, maior Nistor Amilcar

## Participarea la operații
Grupul de manevră condus de generalul Moșoiu avea drept scopt atacarea părții stângi a grupului principal inamic, din zona Kunhegyes-Kenderes-Kis Ujszallas, în timp ce Grupul de sud avea să atace centrul grupului principal inamic. Divizia 1 infanterie, în cadrul căreia acționa și Brigada 1 Infanterie, trebuia să dea lovitura la centru, în zona dintre satele Kunhegyes și Fegyvernek la vest și Kenderes la est, direcția de mișcare fiind spre gara Fegyvernek.

## Comandanți
- Colonel Petre Neicu